# 東京都立八王子東高等學校
東京都立八王子東高等學校位於日本東京都八王子市的高倉町，是一間由東京都設立的高等學校。

## 概要
開校於1976年，2001年被東京都教育委員會指定為「升學指導重點校」（進学指導重点校）的四校之一，入學考的國、英、數三科採取獨立測驗的方式。
該校為了目標挑戰國立大學的學生，以及長期休學的社會人，週六時也開課。學生每年都有三次與教師的個人面談，可以隨時確認個人生涯規劃和生活方面的情形。針對三年級生，在10月下旬時會有老師在各個主題方面進行課程，也包括面對考試的二次對策與後期日程對策等，一年當中有許多特別課程。早晨時，學校也會實施輔導課。

## 沿革
- 1976年4月1日 -　「東京都立八王子東高等学校」開校。
- 2001年 - 被指定為「入學指導重點校」。
- 2006年 - 創立30週年。

## 教育目標
- 對於人的尊重精神作為基本，身心上地健康，富有智慧與情感。以學生擁有同理心的自覺為教育目標，確立此目標後，全力實現。

## 制服
- 男女皆為咖啡色的西裝外套（女學生有千鳥格紋的背心），燕支紅（深紅色）的領帶。

咖啡色代表高倉町當地的大地顏色，燕支紅則有熱情的意味。設計的理念是「走在街上顯眼注目，且帶有高級品味感」。

## 活動
- 新歡祭 - 在入學典禮的隔天舉辦，主要以二年級生做為主體，各個團體向新生進行介紹。
- 運動大會 - 五月初時舉行，有足球、排球、躲避球三項比賽。に実施される。
- 麻櫟祭 - 包含文化祭、體育祭、後夜祭，於每年九月上旬的兩天（週六、日）進行文化祭，中旬時（週六）則舉辦體育祭和後夜祭。
- 修學旅行 - 二年級時舉行。有較常前往沖繩、長崎的傾向，時間主要在十一月。
- 滑雪教室 - 年終時進行。以自由意願的方式參加，對象為一、二年級生。
- 合唱祭 - 二月時舉辦，而三年級生不會參加。總共有金獎、銀獎、銅獎、敢鬪獎合計五個獎，由兩個學年的16個班級競爭。
- 遠足 - 一、三年級時舉行。一年級生前往鎌倉、湘南、橫濱方面，上野、淺草方面則由學生意見調查決定。

## 社團
體育類
- 足球部
- 軟式棒球部
- 女子壘球部
- 籃球部
- 排球部
- 手球部
- 硬式網球部
- 羽球部
- 桌球部
- 劍道部
- 柔道部
- 田徑部
- 游泳部
- 舞蹈部

文化類
- 管樂部
- 合唱部
- 室内樂部
- 戲劇部
- 烹飪部
- 華道部
- 美術部
- 自然科學部
- 圍棋・將棋部
- 文藝部
- 新聞部
- 放送局

## 同學會
- 都立八王子東高校同學會 - 每年向校友發行一次會報「櫻庭」。

## 交通
- JR中央線豐田站從北口方向
  - 從八王子站往北口方向的巴士，至大和田坂上站下車步行6分鐘。
  - 由平山工業團地循環巴士より，至旭丘中央公園站下車步行6分鐘。
  - 從旭丘循環巴士（經由首都大學），至日野平山台住宅站下車步行22分鐘。
- 從京王線京王八王子站至JR中央線、橫濱線八王子站北口
  - 日野站、豐田站北口、八王子工業團地巴士，至大和田坂上下車步行6分鐘。
- 從JR八高線北八王子站步行11分鐘。

## 著名出身人物
- 青田典子（藝人）
- 飯島夏樹（滑浪風帆選手）
- 坂口理子（編劇）
- 谷川聰（筑波大學專任講師、田徑男子110米跨欄日本記錄保持者）
- 山內あゆ（TBS主播）
- 吉野真治（朝日電視台主播）
- 大內正己（天文學者）

教職員
- 神方紀明（多數參考書由學生社出版）
- 齋藤佳子（NHK高校講座古典文學方面演出）

## 其他
- 橫田空軍基地的起降飛機，頻繁地從學校上空通過，所以全部教室都有空調設備。

冷氣使用上因為預算的關係，使用上受到限制，但至6到9月上課時，或是暑假時夏季課程和其他特別活動等可使用。

## 相關書籍
- 「都立高校は死なず 〜八王子東高校躍進の秘密〜」 殿前康雄 祥傳社新書（173×105mm規格） - 前校長的著作。曾擔任私立大成高等學校校長，之後退職。

## 外部連結
- 都立八王子東高等學校 （页面存档备份，存于） （日語）
- 都立八王子東高等學校同學會 （页面存档备份，存于） （日語）
- 2つの都立高校改革記 （页面存档备份，存于）（與東京都立足立新田高等學校共同揭載） （日語）